# Leptataspis malaisei
Leptataspis malaisei är en insektsart som beskrevs av Victor Lallemand 1954. Leptataspis malaisei ingår i släktet Leptataspis och familjen spottstritar. Inga underarter finns listade i Catalogue of Life.